# Ковычев, Евгений Викторович
Евге́ний Ви́кторович Ко́вычев — советский и российский историк, археолог, краевед, кандидат исторических наук (1981). Специалист по археологии средних веков Забайкалья и Приамурья. Автор многочисленных научных работ.

## Биография
В 1971 году окончил Читинский государственный педагогический институт им. Н. Г. Чернышевского.  В 1971-1972 работал учителем истории в средней школе с. Ононск (Оловяннинский район). В 1977 г. защитил кандидатскую диссертацию в Институте истории, филологии и философии СО АН СССР на тему: «Восточное Забайкалье в I тыс. до н.э. (по материалам могильников)». В качестве руководителя диссертации выступал академик А. П. Деревянко. С 1982 г. стал одним из основателей и руководителей Верхнеамурской археологической экспедиции, деятельность которой продолжается и в настоящее время  . 

## Научная деятельность
Совместно с И. И. Кирилловым, им было выделено ряд забайкальских археологических культур - дарасунская, дуройская и зоргольская. Также Е. В. Ковычев изучал фортификационные сооружения киданьского государства Ляо, поселение Засопошное и Иргенский острог .
Вслед за академиком А. П. Окладниковым, Е. В. Ковычев внес огромный вклад в изучение бурхотуйской культуры эпохи раннего средневековья, а также городищ племен шивэй в долине р. Шилка  .